# Manuel Reina Rodríguez
Manuel Reina Rodríguez (Villanueva del Trabuco, Spanje, 1 april 1985) is een gewezen Spaanse voetbalkeeper, beter bekend onder de naam Manolo Reina.
Zijn jeugdopleiding genoot hij bij Málaga CF, waar hij vanaf het seizoen 2004-2005 een plaats afdwong bij de tweede ploeg en zou tijdens het daaropvolgende seizoen eenmaal optreden voor het eerste elftal dat uitkomt in de Primera División. Dit was tijdens het 0-0 gelijkspel tegen Valencia CF.
In 2007 kwam hij terecht bij Levante UD, waar hij eerst speelde voor het tweede elftal. Door de financiële problemen waarin de ploeg verkeerde, dwong hij zijn plaats af bij het eerste elftal  dat uitkwam in de Primera División. De ploeg eindigde echter op een twintigste en laatste plaats en degradeerde naar de Segunda División A. Na een matig seizoen 2007-2008 met slechts een achtste  plaats, werd tijdens het seizoen 2008-2009 de promotie afgedwongen met een derde plaats. Manolo Reina speelde 22 keer en de andere doelman Manu Herrara twintigmaal.  Tijdens het seizoen 2010-2011 werd de ploeg  de revelatie in de Primera División met een veertiende plaats en speelde Manolo achttienmaal en de Uruguaan Munúa twintigmaal.
In juni 2011 tekende hij een driejarig contract bij FC Cartagena en kwam zo weer terecht in de Segunda División A.  Hij diende te wedijveren met Juan Manuel Barrero Barrero, beter bekend onder de naam Juanma.  Tijdens het seizoensbegin wierp hij zich op als basisspeler, waarna ze in de loop van het seizoen elkaar verschillende keren afwisselden. Toen de ploeg echter zijn behoud niet kon afdwingen, werd het contract tussen speler en ploeg automatisch ontbonden.
Voor het seizoen 2012-2013 heeft de speler onderdak gevonden in Cyprus bij het bescheiden AEP Paphos FC.  Hij werd er basisspeler, maar na de heenronde staat de ploeg op een veertiende en laatste plaats.  Tijdens de winterstop stapte hij echter over naar de Griekse eersteklasserAtromitos, een ploeg uit Athene.  Hij zou er echter nooit in actie komen.
Hij keerde tijdens het seizoen 2013-2014 terug naar Spanje, waar hij bij Gimnàstic de Tarragona, een ploeg uit de Segunda División B onderdak vond.  Tijdens dit eerste seizoen werd met een vierde plaats na de reguliere competitie nog net de eindronde gehaald, maar de eindronde bracht geen promotie op.  Het tweede seizoen 2014-2015 werd een succes met een eerste plaats na de reguliere competitie en de promotie na de eindronde.  Voor het seizoen 2015-2016 volgde de speler de club naar de Segunda División A en bleef de eerste doelman. De ploeg behaalde een heel mooie derde plaats na de reguliere competitie en kon zo deelnemen aan de eindronde om de derde stijger naar de hoogste reeks van het Spaanse voetbal aan te duiden.  Dit werd echter CA Osasuna.  De speler verlengde zijn contract voor het seizoen 2016-2017, maar werd toen meer en meer naar de bank verwezen.
Tijdens het seizoen 2017-2018 zette hij dan ook een stapje terug naar de Segunda División B, bij het net gedegradeerde RCD Mallorca.  Als basisspeler leidde hij de ploeg tot kampioen en in de playoff werden zij na overwinningen tegen CD Mirandés en Rayo Majadahonda algemeen kampioen van de reeks met promotie als gevolg.  Hij zou tijdens het seizoen 2018-2019 de ploeg volgen naar de Segunda División A.  De ploeg zou op een mooie vijfde plaats eindigen, voldoende om zich te plaatsen voor de eindronde die de derde stijger zou aanduiden.  De ploeg won deze play offs en zo vertoefde Reina tijdens seizoen 2019-2020 voor de derde keer in zijn carrière in de Primera División.  Manolo was bassisspeler tijdens zesendertig wedstrijden, maar kon niet vermijden dat de ploeg voorlaatste werd in de eindstand en terug degradeerde.  Tijdens het seizoen 2020-2021 werd de ploeg weer vice kampioen en Manolo met negenendertig optredes deelde mee met dit succes.  Zo speelde hij vanaf seizoen 2021-2022 voor de vierde keer in zijn loopbaan in de Primera División. De eerste zes wedstrijden van de competitie was hij basisspeler maar na de 6-1 pandoering bij Real Madrid, werd de kans aan Dominik Greif gegeven.  Aangezien de wedstrijd tegen Osasuna ook verloren ging, krijg hij zijn basisplaats terug.  Vanaf 8 januari 2022 werd de kans aan een derde doelman gegeven, Leo Román. Hij zou twee competitie- en twee bekerwedstrijden onder de palen staan, waarna Reina zijn plaats weer opeisde.  Vanaf 2 februari 2022 verloor hij definitief zijn plaats aan de vierde doelman Sergio Rico, die op 21 januari 2022 op huurbasis tot het einde van het lopend seizoen overgekomen was van Paris Saint-Germain.  Op het einde van het seizoen werd zijn contract dan ook niet verlengd.
Vanaf seizoen 2022-2023 zette hij een stapje terug en keerde hij terug bij de ploeg waar alles begon.  Hij tekende een tweejarig contract bij Málaga CF, een ploeg uit de Segunda División A.  Onverwacht moest de ambitieuze ploeg tegen de degradatie vechten en dat kende geen succesvol einde.  Na deze degradatie werd het contract ontbonden en stopte de speler met zijn actieve loopbaan.